# Caspar Joseph Schwendimann

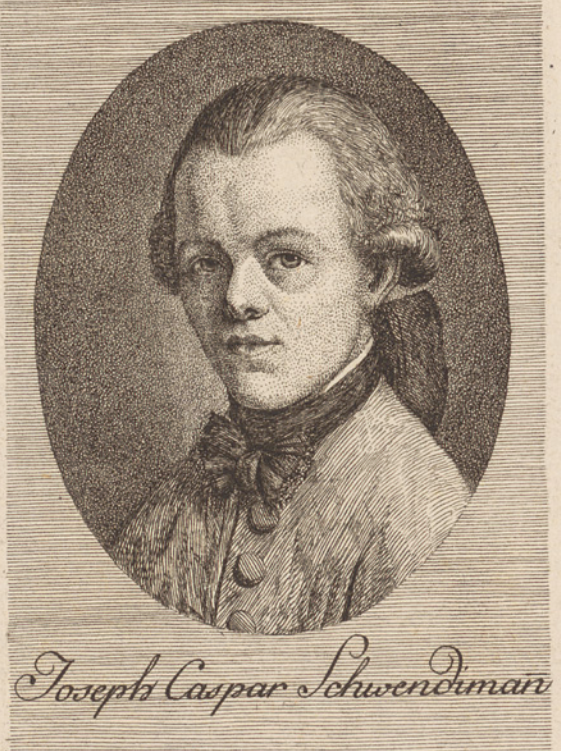
Caspar Joseph Schwendimann

Caspar Joseph Schwendimann (* 6. Dezember 1741 in Ebikon bei Luzern; † 1. Dezember 1786 in Rom) war ein Schweizer Medailleur, Bossierer und Kupferstecher.

## Leben und Werke
Schwendimann war ein Sohn des Kunstschreiners und Radierers Joseph Irenäus Schwendimann. Er erhielt seine Ausbildung bei seinem Vater und lernte ausserdem in Rom, Augsburg, Zug und Schwyz. Laut der Biographie in Johann Caspar Füsslis Lexikon konnte er aber, da der Vater immer wieder eingriff und ihn vor der Zeit wieder nach Hause beorderte, dabei keine vernünftige Ausbildung abschliessen. Erst nachdem Schwendimann senior im Jahr 1754 oder 1756 gestorben war, konnte Schwendimann sich ganz der Kunst widmen. Er wurde der letzte Schüler des Medailleurs Johann Karl von Hedlinger. Ab 1772 konnte er mit der Unterstützung des Schultheiß am Rhyn und des Seckelmeisters Balthasar in Rom eine Ausbildung beginnen. Er schuf unter anderem eine Preismedaille der Akademie San Luca in Rom und  Erinnerungsmedaillen auf die Päpste Clemens XIV. und Pius VI.
Er wurde 1786 in Rom ermordet. Zu dieser Zeit befanden sich mehrere bekannte Schweizer und deutsche Künstler in der Ewigen Stadt, und der Fall machte vor allem bei diesen Furore. Karl Philipp Moritz, der bei einem Reitunfall Ende 1786 einen Armbruch erlitten hatte, schrieb am 20. Januar 1787 an Joachim Heinrich Campe:

„Das Mitleiden der Italiäner äußert sich vorzüglich bei solchen Unfällen, wo sie sehen, daß jemand Schmerzen erleidet, und ein Armbruch macht daher bei Ihnen [sic!] weit mehr Sensation, als wenn jemand auf der Straße ermordet wird; denn das ist eine ganz gewöhnliche Sache, und der Todte, denken Sie [sic!], leidet auch keine Schmerzen mehr.“

Schwendimanns Ermordung hatte sich fast gleichzeitig mit Moritz’ Unfall zugetragen. Der Bildhauer Alexander Trippel berichtete am 9. Dezember 1786, was vorgefallen war: Der deutsche Stempelschneider August Wingen hatte Schwendimann, der in Rom gute Verbindungen besass, gebeten, sich für ihn zu verwenden und ihm Aufträge zu verschaffen. Dies war Schwendimann aber nicht gelungen, so dass Wingen den Schweizer zu überreden versuchte, ihm einige gebrauchte Werkzeuge abzukaufen. Schwendimann gab Wingen zwar etwas Geld, wollte die Werkzeuge aber nicht übernehmen. Es kam am 24. November 1786 zu einem Wortwechsel und schliesslich zu Tätlichkeiten, in deren Verlauf August Wingen Schwendimann mit zahlreichen Messerstichen traktierte. Durch den Lärm in Schwendimanns Werkstatt alarmiert, riefen Nachbarn die Polizei. Beim Erscheinen eines Sbirren stiess sich der Angreifer das Messer in den eigenen Leib und nahm sich so das Leben. Schwendimann wurde in ein Krankenhaus eingeliefert und starb sechs Tage später.

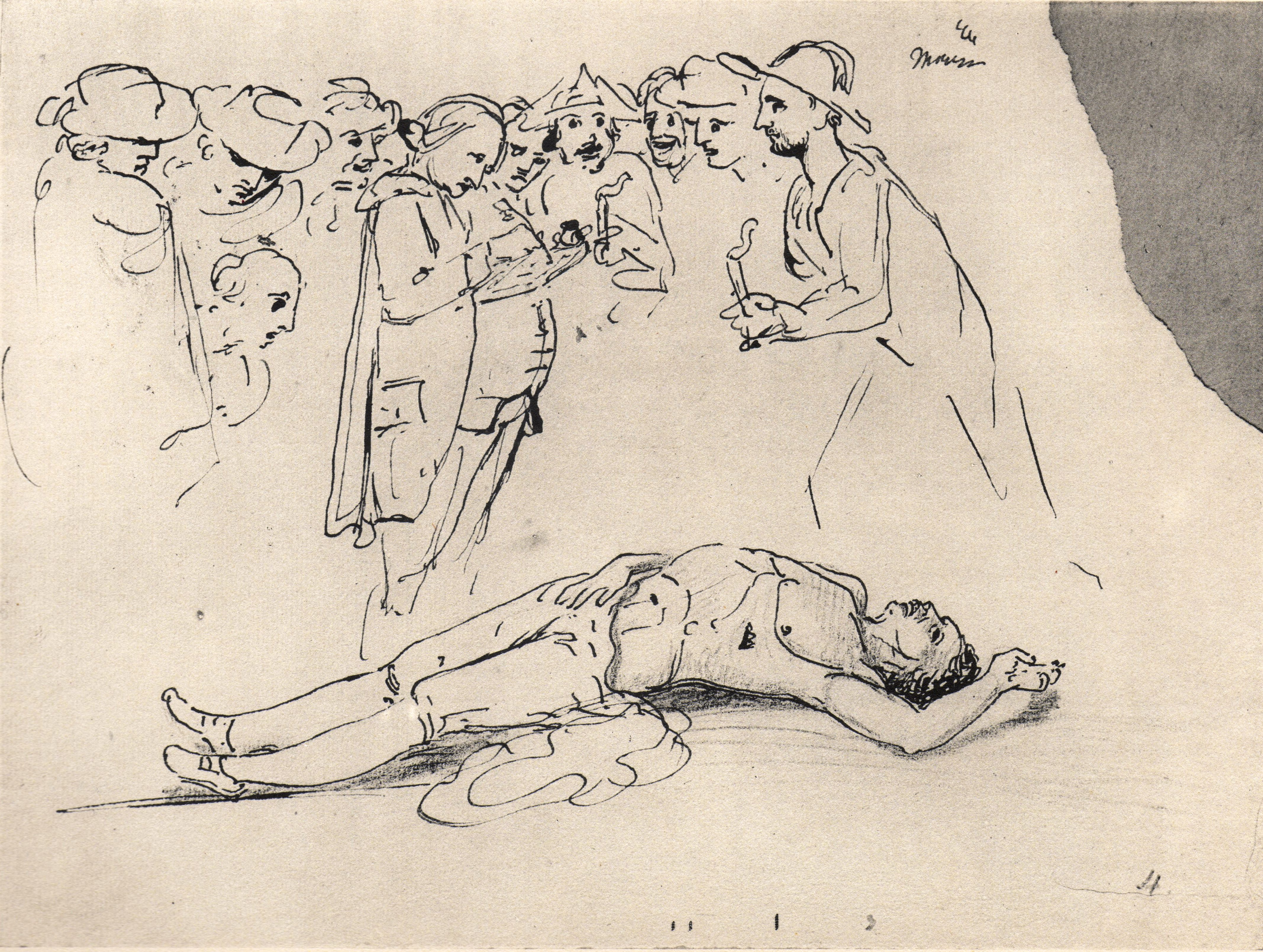
Un amazzato von Johann Heinrich Wilhelm Tischbein

Johann Wolfgang von Goethe, der damals zusammen mit Johann Heinrich Wilhelm Tischbein in Rom lebte und auch mit Trippel Kontakt hatte, verglich den Fall mit der Ermordung des Archäologen Johann Joachim Winckelmann. Dieser war allerdings durch einen Italiener, Francesco Arcangeli, getötet worden. Zwar äusserte sich Goethe später nicht mehr zu dem Fall, doch unter den ersten Zeichnungen Tischbeins, die er nach Weimar schickte, war ein Blatt, das er mit Un amazzato betitelte und mit dem Kommentar versah: „Tischbein kam dazu, als eben der Notar den Procesverbal dressirte“. Auf diesem Bild liegt der Tote mit entblösstem Oberkörper, der eine Stichwunde zeigt, im Vordergrund am Boden. Dahinter drängt sich eine Menge von Neugierigen um einen schreibenden Mann, wohl den Notar des Kriminalgerichts, der den Fall aufnimmt. Ungefähr in der Mitte sieht man einen Sbirren, kenntlich an seinem Dreispitz, der mit einer Kerze leuchtet. Auch einer der Zuschauer hält eine brennende Kerze. Die Gaffer zeigen kein Bedauern für den Toten, der Täter ist nicht zu sehen. Laut Wolfgang von Oettingen handelt es sich bei den beiden Zuschauern am linken Bildrand wahrscheinlich um Tischbein und Goethe.